# Uchon
Ne doit pas être confondu avec La Chapelle-sous-Uchon.
Uchon est une commune française située dans le département de Saône-et-Loire, en région Bourgogne-Franche-Comté.

## Géographie
Uchon est perchée sur le petit massif granitique du même nom, qui se rattache au Morvan, tout au sud du parc naturel régional du Morvan.

### Climat
Pour des articles plus généraux, voir Climat de la Bourgogne-Franche-Comté et Climat de Saône-et-Loire.
En 2010, le climat de la commune est de type climat de montagne, selon une étude du Centre national de la recherche scientifique s'appuyant sur une série de données couvrant la période 1971-2000. En 2020, Météo-France publie une typologie des climats de la France métropolitaine dans laquelle la commune est exposée à un climat océanique altéré et est dans une zone de transition entre les régions climatiques « Lorraine, plateau de Langres, Morvan » et « Centre et contreforts nord du Massif Central ».
Pour la période 1971-2000, la température annuelle moyenne est de 9,5 °C, avec une amplitude thermique annuelle de 16,7 °C. Le cumul annuel moyen de précipitations est de 1 274 mm, avec 14,7 jours de précipitations en janvier et 8,9 jours en juillet. Pour la période 1991-2020, la température moyenne annuelle observée sur la station météorologique de Météo-France la plus proche, « Saint-Symphorien de Marmagne », sur la commune de Saint-Symphorien-de-Marmagne à 7 km à vol d'oiseau, est de 11,1 °C et le cumul annuel moyen de précipitations est de 974,4 mm. 
La température maximale relevée sur cette station est de 42 °C, atteinte le 18 juillet 1964 ; la température minimale est de −22 °C, atteinte le 16 janvier 1985,,.
Les paramètres climatiques de la commune ont été estimés pour le milieu du siècle (2041-2070) selon différents scénarios d'émission de gaz à effet de serre à partir des nouvelles projections climatiques de référence DRIAS-2020. Ils sont consultables sur un site dédié publié par Météo-France en novembre 2022.

## Urbanisme

### Typologie
Au 1er janvier 2024, Uchon est catégorisée commune rurale à habitat très dispersé, selon la nouvelle grille communale de densité à sept niveaux définie par l'Insee en 2022.
Elle est située hors unité urbaine. Par ailleurs la commune fait partie de l'aire d'attraction du Creusot, dont elle est une commune de la couronne,. Cette aire, qui regroupe 22 communes, est catégorisée dans les aires de moins de 50 000 habitants,.

### Occupation des sols
L'occupation des sols de la commune, telle qu'elle ressort de la base de données européenne d’occupation biophysique des sols Corine Land Cover (CLC), est marquée par l'importance des forêts et milieux semi-naturels (75 % en 2018), une proportion identique à celle de 1990 (75 %). La répartition détaillée en 2018 est la suivante : forêts (74,6 %), prairies (20,8 %), zones agricoles hétérogènes (4,2 %), milieux à végétation arbustive et/ou herbacée (0,4 %). L'évolution de l’occupation des sols de la commune et de ses infrastructures peut être observée sur les différentes représentations cartographiques du territoire : la carte de Cassini (XVIIIe siècle), la carte d'état-major (1820-1866) et les cartes ou photos aériennes de l'IGN pour la période actuelle (1950 à aujourd'hui).

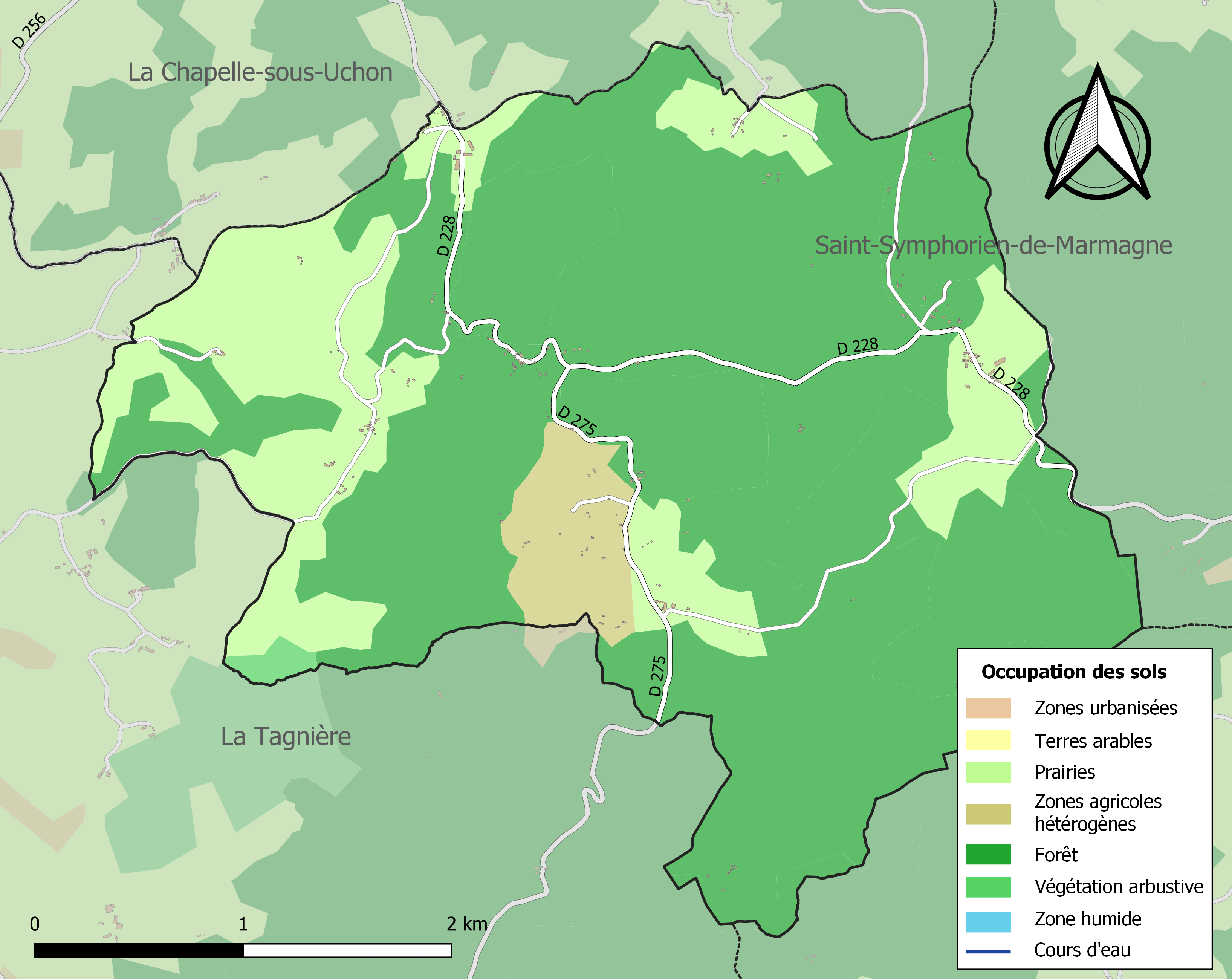
Carte des infrastructures et de l'occupation des sols de la commune en 2018 (CLC).

## Histoire
Uchon est née au Moyen Âge. La seigneurie partage alors le destin féodal de Bourbon-Lancy (voir à cet article), et fut donc aux Semur de Luzy puis passa par des mariages aux Châteauvillain, aux Mello et aux La Trémoille (aux XIIIe-XVe siècles). Jeanne de La Trémoïlle († v. 1454), comtesse de Joigny et dame de Grignon, en hérite (alors que Bourbon passe à sa sœur cadette Claude de La Trémoïlle, † v. 1438/1440) ; Jeanne épouse en 1424 Jean de Chalon, baron de Vitteaux et de Lormes, et leur petite-fille Charlotte de Chalon (fille de leur fils Charles de Chalon), comtesse de Joigny et dame d'Uchon, marie Adrien de Sainte-Maure-Montgauger († au début du XVIe siècle), comte de Nesle ; leur fille Barbe-Edmée de Ste-Maure, dame d'Uchon, de Lormes et de Grignon, épouse Antoine de Jaucourt-Dinteville († en 1515 à Milan de blessures reçues à Marignan), d'où Jean de Dinteville († 1552 au siège de Metz), lui-même père de Joachim de Dinteville (1538-† en 1607 sans postérité), baron d'Uchon et de Lormes, sire de Grignon.
Désormais, les bailliage et baronnie d'Uchon dépendaient de trois seigneuries : la part de la Tour du Bost, et les parts des Crots et de Champignolle :
- Joachim de Dinteville n'avait plus que les trois cinquièmes de la seigneurie d'Uchon, les deux autres cinquièmes étant passés par engagement à réméré (ou contrat pignoratif[14]) à la famille Pelletier des Crots (ou d'Escrots, d'Escrots ; cette famille eut aussi Champignolles, Bussières, Neuvy, Estrée, la Cour en Chapeau, etc.) : d'où les deux sous-parts des Crots et de Champignolle, cette dernière étant acquise plus tard par les Lebrun du Breuil.
- Ledit Joachim de Dinteville, dernier baron héréditaire d'Uchon, céda sa propre part à Charles de Moroges († v. 1598), sire de la Tour du Bost par acquisition vers 1576/1582 ; son fils François de Moroges, baron d'Uchon, acquit Bo(u)rdeau(x) en 1583[15], et fut suivi par son propre fils Jean-Baptiste de Moroges ; puis la fille de François de Moroges céda aux Rochefort de La Boulaye (déjà possesseurs de Bo(u)rdeaux au XVIe siècle avant les Moroges), dont François Garnier de Rochefort, marquis de La Boulaye, sire de Châtillon, baron de Sercy, St-Gengoux et d'Uchon, gouverneur de Vézelay et d'Avallon, Grand-bailli d'Autunois et de Montcenis, marié à Madeleine Foucquet de Challain (une parente de Nicolas)[16] : Parents de Marie-Elisabeth de Rochefort (née en 1655) qui épousa en 1681 Nicolas de Chaugy comte de Roussillon, d'où Michel de Chaugy-Roussillon, † enfant vers 1690.
- Mais vers 1660, Françoise de Rabutin-Chantal (1599-1684 ; fille de sainte Jeanne de Chantal, tante de la marquise de Sévigné, et belle-mère de Bussy-Rabutin par sa fille Gabrielle de Toulongeon) avait acquis la baronnie d'Uchon (probablement sur les Rochefort) et la transmit à son fils François de Toulongeon/de Toulonjon (et d'Alo(n)ne-Toulongeon, érigé en comté de Toulongeon en 1631 pour son père Antoine II de Toulonjon (1572-1633), le mari de Françoise de Rabutin, mais les lettres d'érection ne seront enregistrées qu'en 1686 !), sire de Monthelon et de Bourdeau(x)[17],[18]. François de Toulonjon meurt en 1686 sans postérité, et ses successeurs au comté de Toulonjon (Alone) seront aussi barons d'Uchon[19],[20],[21] : les de Langeac-Dallet (car Gilbert-Alyre marie Louise de Bussy-Rabutin (1646-1716), fille de Roger et de Gabrielle de Toulonjon, la sœur de François : Parents de Marie-François-Roger de Langeac de Coligny-Saligny d'Andelot, comte de Toulonjon, né en 1676-† 1746 avec Postérité, dont Françoise-Charlotte de Langeac), et le marquis de Dampierre, gendre du précédent (car Jean-Baptiste-François de Cugnac de Dampierre, marie en 1732 ladite Françoise-Charlotte de Langeac-Coligny, fille de François-Roger) ; puis, par acquisition : Théodore Chevignard de Chavigny (en juin 1756), enfin Vergennes et son frère (en février 1764).

## Politique et administration
| Période                                  | Période   | Identité         | Étiquette | Qualité |
| ---------------------------------------- | --------- | ---------------- | --------- | ------- |
| mars 2001                                | mars 2008 | Bruno Grauer     |           |         |
| mars 2008                                | mars 2014 | Lucette Duband   |           |         |
| mars 2014                                | mai 2014  | Etienne Descours |           |         |
| mai 2014                                 | mars 2020 | Jean-Marc Dumont |           |         |
| Les données manquantes sont à compléter. |           |                  |           |         |

Elle dépend jusqu'au 31 décembre 2013 de la communauté de communes Arroux Mesvrin, et à la suite du regroupement, de la communauté de communes du Grand Autunois Morvan.

## Démographie
Au début du XXe siècle, la commune comptait encore environ 500 habitants, le chiffre de la population s'étant effondré depuis lors.
L'évolution du nombre d'habitants est connue à travers les recensements de la population effectués dans la commune depuis 1793. Pour les communes de moins de 10 000 habitants, une enquête de recensement portant sur toute la population est réalisée tous les cinq ans, les populations de référence des années intermédiaires étant quant à elles estimées par interpolation ou extrapolation. Pour la commune, le premier recensement exhaustif entrant dans le cadre du nouveau dispositif a été réalisé en 2008.

En 2022, la commune comptait 97 habitants, en évolution de −4,9 % par rapport à 2016 (Saône-et-Loire : −1,06 %, France hors Mayotte : +2,11 %).
| 1793 | 1800 | 1806 | 1821 | 1831 | 1836 | 1841 | 1846 | 1851 |
| ---- | ---- | ---- | ---- | ---- | ---- | ---- | ---- | ---- |
| 410  | 359  | 416  | 664  | 734  | 737  | 742  | 727  | 695  |

| 1856 | 1861 | 1866 | 1872 | 1876 | 1881 | 1886 | 1891 | 1896 |
| ---- | ---- | ---- | ---- | ---- | ---- | ---- | ---- | ---- |
| 588  | 558  | 535  | 580  | 566  | 557  | 625  | 574  | 542  |

| 1901 | 1906 | 1911 | 1921 | 1926 | 1931 | 1936 | 1946 | 1954 |
| ---- | ---- | ---- | ---- | ---- | ---- | ---- | ---- | ---- |
| 501  | 455  | 405  | 313  | 296  | 260  | 238  | 206  | 163  |

| 1962 | 1968 | 1975 | 1982 | 1990 | 1999 | 2006 | 2008 | 2013 |
| ---- | ---- | ---- | ---- | ---- | ---- | ---- | ---- | ---- |
| 116  | 89   | 73   | 67   | 55   | 85   | 95   | 97   | 105  |

| 2018 | 2022 | - | - | - | - | - | - | - |
| ---- | ---- | - | - | - | - | - | - | - |
| 93   | 97   | - | - | - | - | - | - | - |

## Lieux et monuments

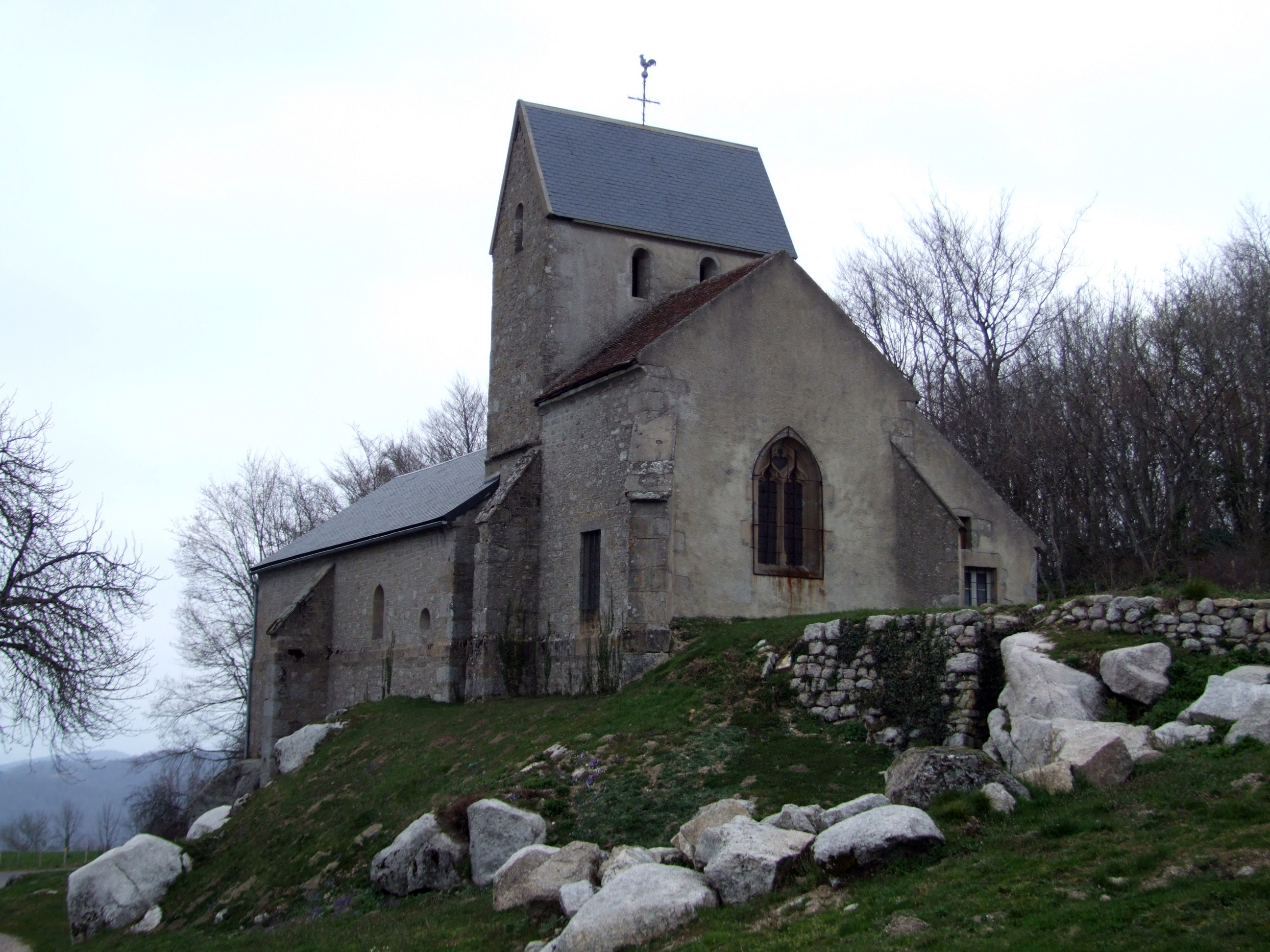
L'église d'Uchon.

- Le signal d'Uchon est un site touristique réputé pour ses chaos granitiques et ses panoramas exceptionnels. Il comporte de nombreuses curiosités : la Pierre qui croule[27], la griffe du diable, la chambre du bois, le carnaval[28]. Le site des rochers du Carnaval est l'un des huit sites naturels gérés en Saône-et-Loire par le Conservatoire d'espaces naturels de Bourgogne[Note 4]. Ce site se caractérisant par la présence de nombreux chaos granitiques bénéficie d'un panorama remarquable sur la vallée de l'Arroux et le Morvan[29]. La forêt de hêtres, les landes et les pelouses acides sont les principaux milieux naturels se développant sur ces roches.
- L'église Saint-Roch, menue, au clocher coiffé en bâtière[30], juxtaposant une nef romane et un chœur flamboyant, dont les plus belles statues ont malheureusement été volées en 1973[31].
- L'oratoire de la Belle-Croix, fait de granite, construit au XVIe siècle[32]. À l'époque, la région subissait de nombreuses épidémies de peste. L'église d'Uchon qui renfermait des reliques de saint Sébastien, faisait l'objet de pèlerinages réunissant parfois plusieurs milliers de personnes. L'oratoire fut donc érigé afin de satisfaire les besoins de ces nombreux pèlerins en permettant la tenue de messes en plein air.
- Le théâtre de verdure construit sur les restes de l'ancien château.
- Le centre monastique orthodoxe et ses fresques (récentes). Le centre a été fondé en 1989 dans l'ancienne cure de la chapelle du château par le père Luc Devoisin-Lagarde, iconographe. Inscrit depuis 1992 au Patrimoine de France, il dépend depuis 2008 de l'Église orthodoxe serbe.

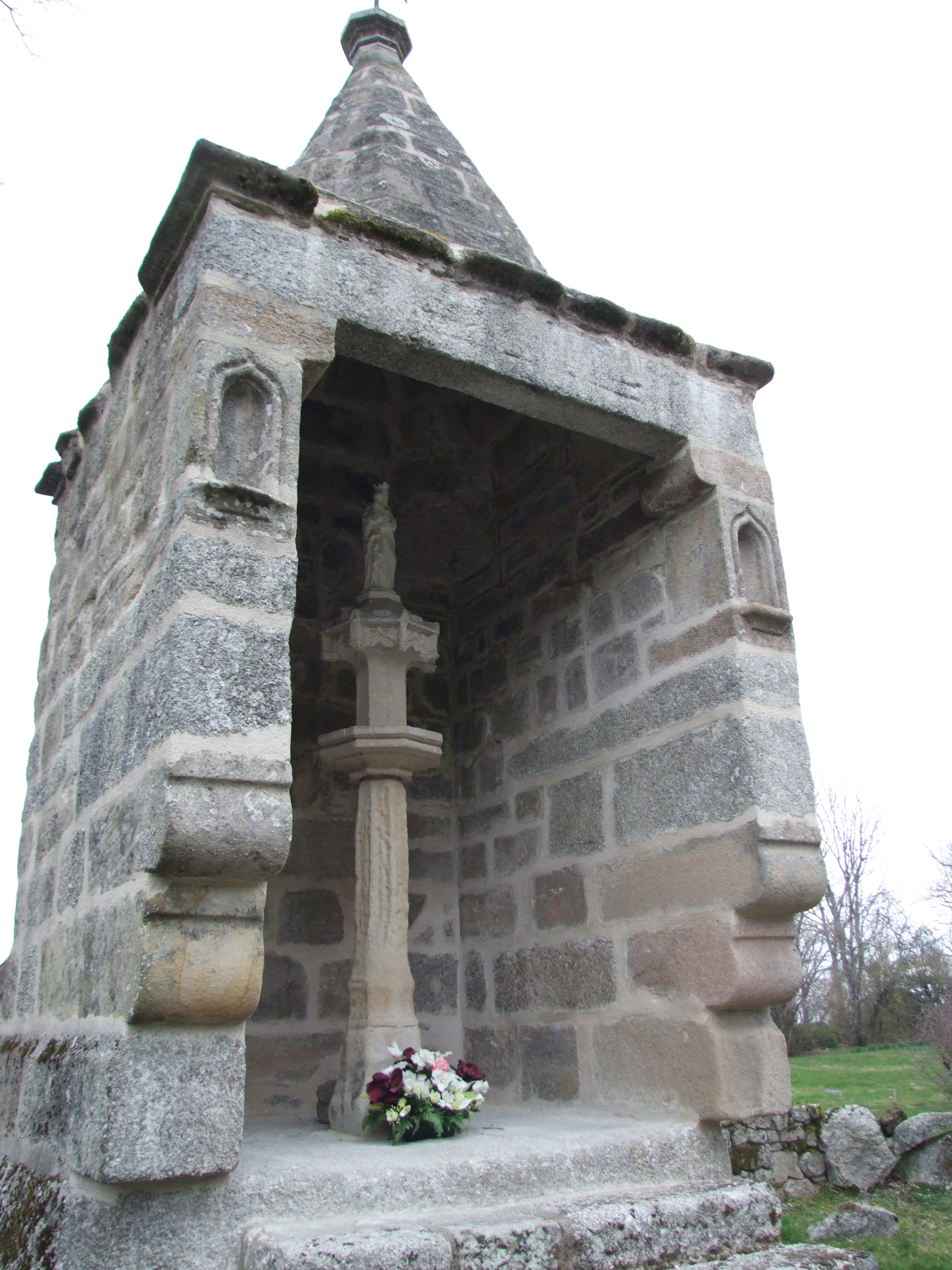
L'oratoire d'Uchon.

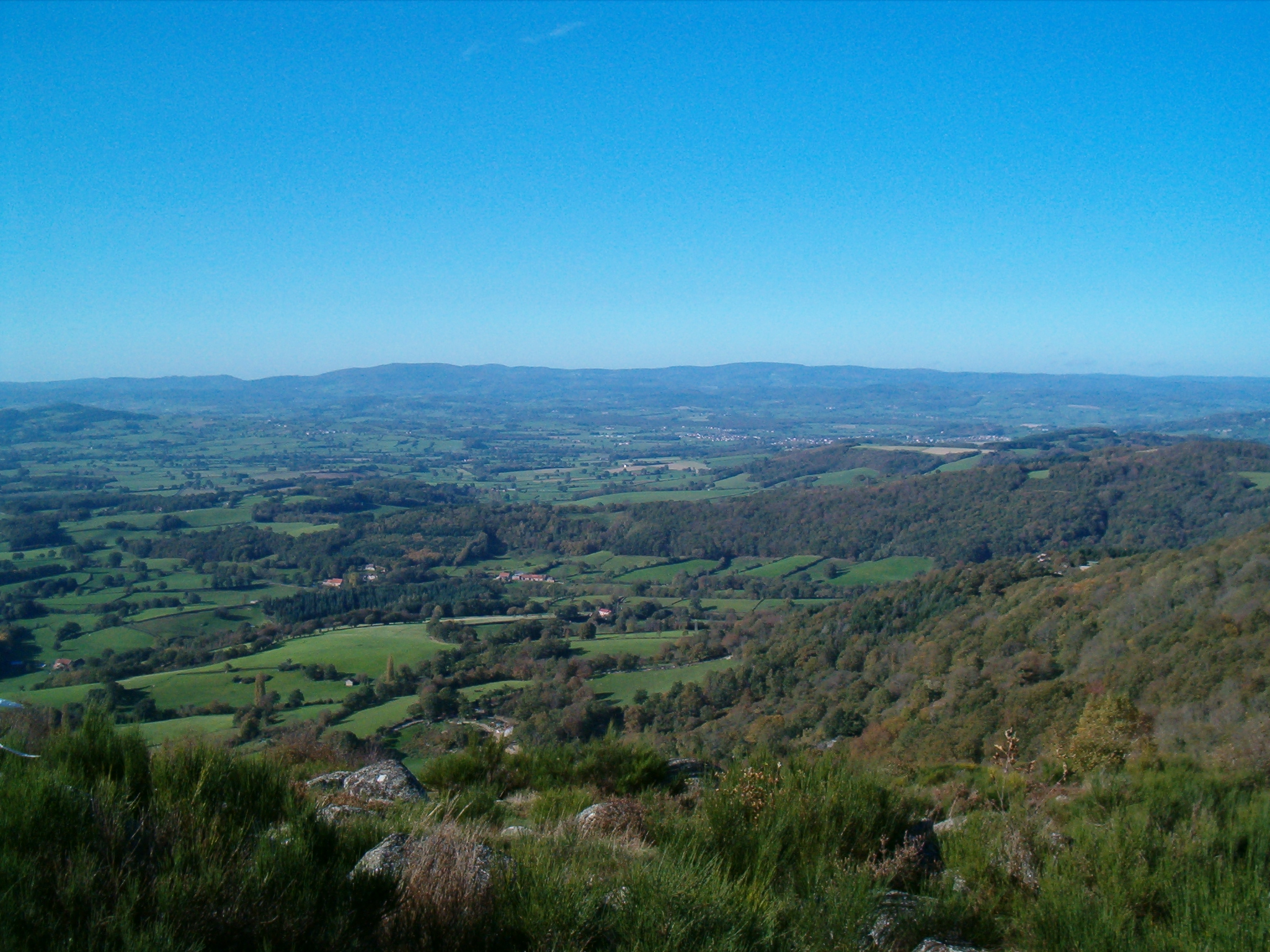
Panorama sur le Morvan depuis Uchon.
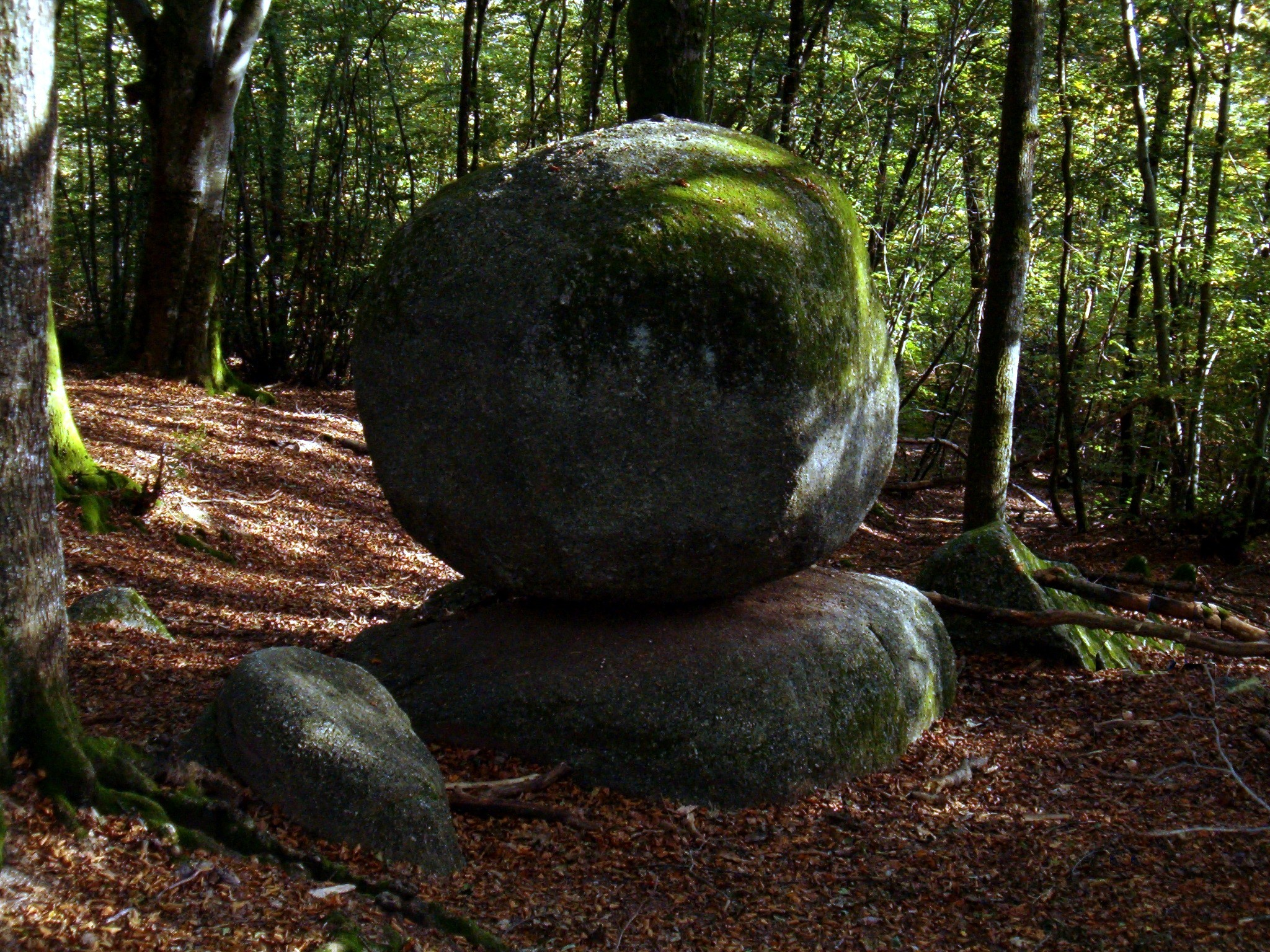
La « Pierre qui croule ».
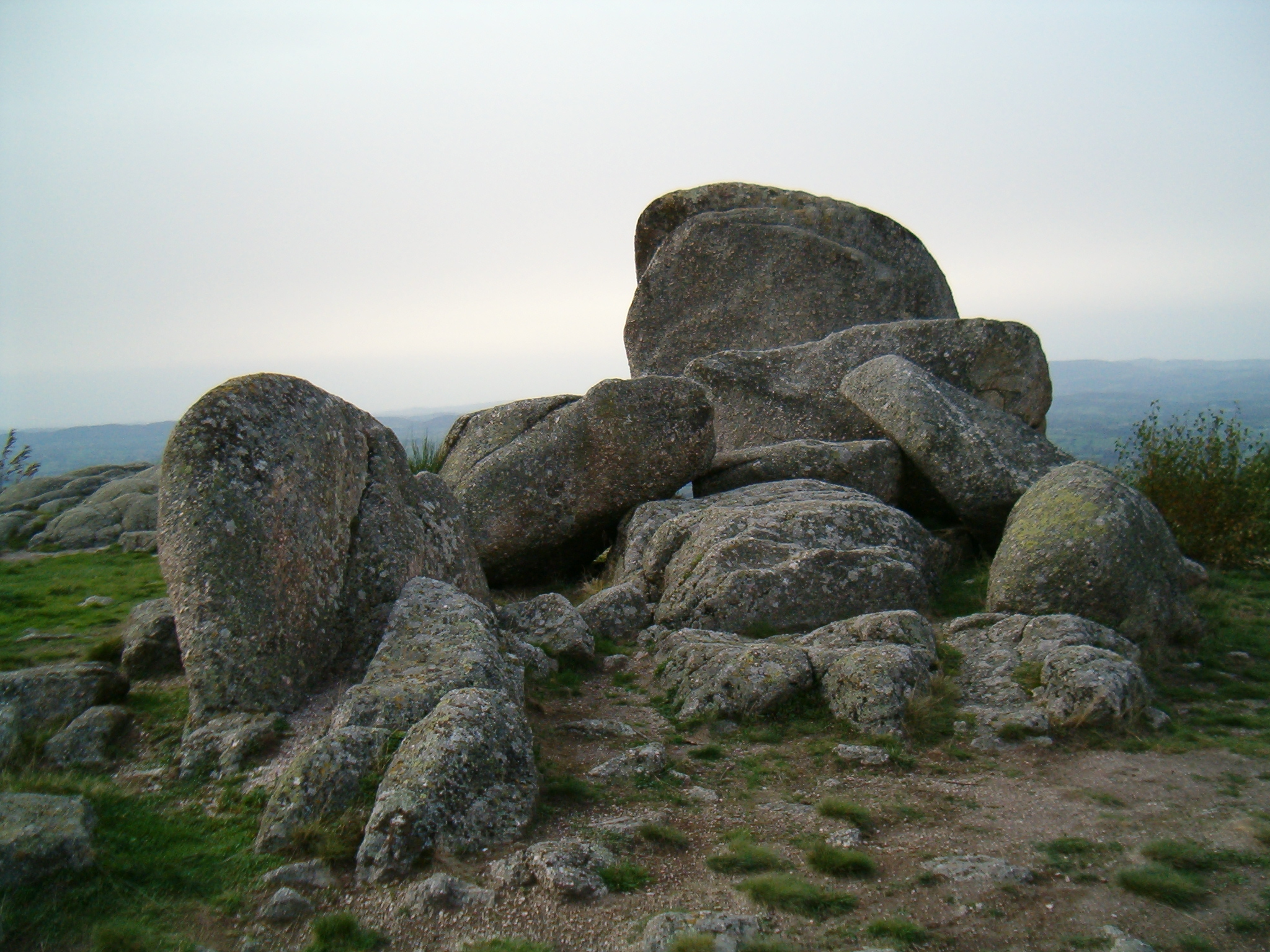
Chaos granitiques.
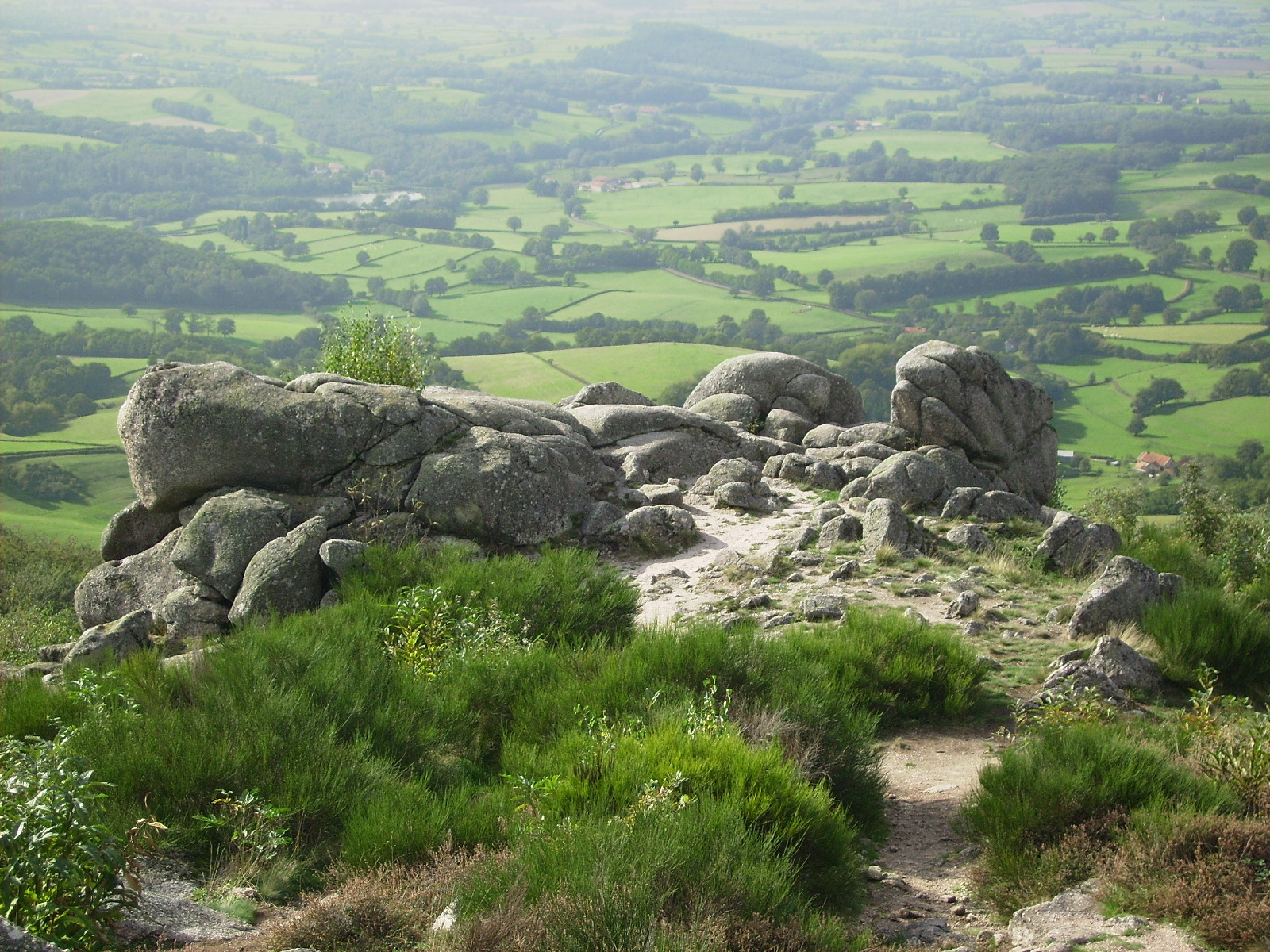
Chaos granitiques et paysage.

## Personnalités liées à la commune
- Le site fut habité par le peintre Louis Charlot, « peintre du Morvan » dont une toile est exposée au musée du Louvre et plusieurs au musée d'Autun, ainsi que, plus récemment, par le peintre bourguignon Pierre Leygonie qui y avait son atelier d'été[33], et y a puisé ses sources d'inspiration tout au long de sa vie.
- Le botaniste Émile Chateau, né à Uchon (au hameau des Theurets) le 16 octobre 1866[34].